# Вильяфанье, Сантьяго
Сантьяго Эрнан Вильяфанье (исп. Santiago Hernán Villafañe; род. 19 мая 1988, Мар-дель-Плата, Буэнос-Айрес) — аргентинский футболист, выступающий на позиции защитника.

## Карьера
Сантьяго Эрнан Вильяфанье начинал карьеру футболиста в аргентинском клубе «Бока Хуниорс», за который провёл ряд матчей в Примере. Играя преимущественно на левом фланге, он отличается жёстким отбором мяча и высокой скоростью.
В 2007 году Вильяфанье на правах аренды перешёл в мадридский «Реал», где выступал на позиции крайнего защитника или полузащитника в его резервной команде. Он несколько раз тренировался с основной командой «Реала», но так и не дебютировал за основную команду в Ла Лиге.
В 2009 году Вильяфанье вернулся в «Боку Хуниорс».
В июле 2012 года аргентинец подписал пятилетний контракт с датским клубом «Мидтьюлланн».
Летом 2016 года он перешёл в хорватский клуб «Сплит», за который провёл лишь один матч в хорватской Первой лиге.
23 февраля 2017 года Вильяфанье подписал контракт с болгарским клубом «Монтана» до конца сезона 2017/2018.
18 июля того же года аргентинец заключил однолетнее соглашение с польским клубом «Рух» из Хожува с возможностью продления ещё на год.